# Hilt de Vos
Hilt de Vos (Duffel, 25 december 1957) is een Belgisch actrice die in 2007 te zien was als Lea Koster in de Nederlandse soapserie Goede tijden, slechte tijden.
De Vos acteert sinds 1985 en speelde mee in Unit 13, Wittekerke en Zone Stad.

## Rollen

### Nederland
- Flikken Maastricht - Directrice (2010)
- Goede tijden, slechte tijden - Lea Koster (2007)
- De hoofdprijs - Goedele van Damme (2009)
- Unit 13 - Huishoudster Maxine (1996-1998)

### België
- Zone Stad - Petra Semal (2012)
- Familie - Lieve Willaert (2011-2012)
- Witse - Lea Demeyer (2010)
- Spoed - Mevrouw van Poel (2007)
- Flikken - Voorzitter (2007)
- Aspe - Mevrouw Vervoort (ex) (2006)
- Wittekerke - Yvette Aneca (2004)
- Zone Stad - Julie Scheeps (2004)
- Spoed - Nicole (2002)
- Recht op Recht - Frieda (2002)
- Ons Geluk - Denise (1995)